# Bački Sokolac
Bački Sokolac (srbsky Бачки Соколац, maďarsky Bácsandrásszállás) je vesnice v autonomní oblasti Vojvodina v Srbsku. Administrativně je součástí opštiny Bačka Topola. V roce 2011 zde žilo 473 obyvatel.

## Historie
Vesnice vznikla v roce 1921 poté, co se do oblasti Vojvodiny přistěhovali první osadníci z Liky v dnešním Chorvatsku. O několik let později k nim přibyly i další rodiny z oblasti Plitvických jezer, Otočacu, Kupresu (v dnešní Bosně a Hercegovině. Kolonisté obsadili pozemky rodu Fernbachů, kteří hospodařili s poli v oblasti vojvodinské nížiny v dobách existence Rakousko-Uherska. V 90. letech 20. století přišli do Bačského Sokolce i váleční uprchlíci z války v Bosně a Hercegovině a Chorvatsku. Vybudovali si v blízkosti původní vesnice kolonii Novo Naselje.

## Národnostní složení
- Srbové – 94,90%
- Maďaři – 1,47%